# Proteinania eros
Proteinania eros är en fjärilsart som beskrevs av Walker 1858. Proteinania eros ingår i släktet Proteinania och familjen nattflyn. Inga underarter finns listade i Catalogue of Life.